# Milestone (今井美樹のアルバム)
『Milestone』（マイルストーン）は、今井美樹の17作目のオリジナル・アルバム。初回生産限定盤はCD+DVDの2枚組で2006年11月22日に、CDのみの普及版は2007年11月7日に発売された。発売元は東芝EMI。

## 概要
デビュー20周年を迎えた歌手・今井美樹の記念碑という位置付けの作品であり、「これからも力強く歩き続ける」という想いを込めた1つの区切り（マイルストーン）として発売された。今井の楽曲及びアルバムのプロデュースを長らく務めた布袋寅泰に代わり武部聡志をプロデューサーに迎え、今井自身もプロデュースに携わった。
シングル「愛の詩」「年下の水夫」のほか、ディズニー制作の映画『リトル・マーメイド』の主題歌「Part Of Your World」のカバー、発売から15年を迎えた「PIECE OF MY WISH」のセルフカバーなどが収録されている。
2006年発売の初回生産限定盤には、5曲のベスト・クリップ集を収録したDVDのほか、豪華ブックレット、フォト・カードが同梱された。

## 収録曲

### CD
| #         | タイトル               | 作詞                   | 作曲           | 編曲                                    | 時間  |
| --------- | ---------------------- | ---------------------- | -------------- | --------------------------------------- | ----- |
| 1.        | 「愛の詩」             | 岩里祐穂               | 川江美奈子     | 武部聡志                                | 4:53  |
| 2.        | 「年下の水夫」         | 岡田ふみ子             | 川江美奈子     | 武部聡志                                | 4:15  |
| 3.        | 「20才のころ」         | 安井かずみ・なかにし礼 | かまやつひろし | 小沼ようすけ ストリングス編曲: 武部聡志 | 6:20  |
| 4.        | 「Luna」               | 岩里祐穂               | 河野圭         | 河野圭                                  | 4:30  |
| 5.        | 「薄紅模様」           | 岩里祐穂               | 河野圭         | 河野圭                                  | 4:58  |
| 6.        | 「真夏の幻」           | 川口大輔               | 川口大輔       | 田中義人                                | 4:14  |
| 7.        | 「雨のあと」           | 川江美奈子             | 川江美奈子     | 武部聡志                                | 5:04  |
| 8.        | 「Glad to be a woman」 | 布袋寅泰               | 布袋寅泰       | 武部聡志 ブラス編曲: 村田陽一           | 3:36  |
| 9.        | 「そしてキスして」     | 布袋寅泰               | 布袋寅泰       | 武部聡志                                | 5:05  |
| 10.       | 「Part of Your World」 | Howard Ashman          | Alan Menken    | 武部聡志                                | 3:03  |
| 11.       | 「PIECE OF MY WISH」   | 岩里祐穂               | 上田知華       | 倉田信雄                                | 6:08  |
| 合計時間: | 合計時間:              | 合計時間:              | 合計時間:      | 合計時間:                               | 53:10 |

### DVD
| #  | タイトル           | 作詞 | 作曲・編曲 |
| -- | ------------------ | ---- | ---------- |
| 1. | 「微笑みのひと」   |      |            |
| 2. | 「ホントの気持ち」 |      |            |
| 3. | 「おもいでに捧ぐ」 |      |            |
| 4. | 「愛の詩」         |      |            |
| 5. | 「年下の水夫」     |      |            |

### 曲解説
1. 愛の詩
  - ドラマ「女系家族」主題歌。
2. 年下の水夫
  - 先行シングル表題曲。
3. 20才のころ
  - かまやつが1970年に発表した初のソロアルバム『ムッシュー／かまやつひろしの世界』収録曲のカバー。シングル「年下の水夫」のカップリングにも収録された。
4. Luna
5. 薄紅模様
6. 真夏の幻
7. 雨のあと
8. Glad to be a woman
9. そしてキスして
10. Part of Your World
  - ディズニー映画『リトル・マーメイド』主題歌のカバー。
11. PIECE OF MY WISH
  - 1991年に大ヒットしたシングル曲のセルフカバー。